# Julien Mory Sidibé
Pour les articles homonymes, voir Sidibé.
Julien Mory Sidibé était un évêque du Mali, né en 1927 à Goualala, mort le 17 mars 2003.

## Biographie
Né en 1927 dans une famille musulmane, Mory Sidibé étudiera à l’école des pères blancs de Goualala puis au  grand séminaire de Goumi (Haute-Volta, actuel Burkina Faso). Le 30 avril 1957, il est ordonné prêtre à Bougouni, par Paul-Marie Molin. Il dirige pendant cinq ans l'École des catéchistes de Faladié, puis celle de Ntonimba.
En 1971, il prépare en France sa thèse de doctorat en théologie.
Le 7 décembre 1974, il est nommé évêque de Ségou. À ce titre il participe en 1991 à la Conférence nationale du Mali qui ouvre les voies de la démocratisation du pays.